# Gry weneckie
Gry weneckie (Jeux vénitiens) – czteroczęściowy utwór na orkiestrę kameralną Witolda Lutosławskiego, powstały w roku 1961 i wykonany po raz pierwszy w tym samym roku. Był pierwszym przykładem zastosowania przez kompozytora techniki tzw. aleatoryzmu kontrolowanego.

## Historia powstania

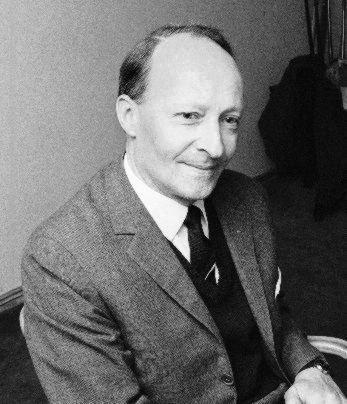
Witold Lutosławski w 1965

Inspiracją dla Witolda Lutosławskiego było wysłuchanie w radiu Koncertu fortepianowego Johna Cage’a, wykorzystującego elementy aleatoryzmu. Lutosławski postanowił dodać do swojej muzyki element przypadku i stworzył własną koncepcję aleatoryzmu kontrolowanego, w którym muzycy grają swoje partie solistyczne w sposób niesynchroniczny. Później w dowód wdzięczności wysłał Cage’owi rękopis utworu, który jest przechowywany w kolekcji Notations na Northwestern University w Chicago. 
Tytuł dzieła: „Gry weneckie” związany jest z jego strukturą (aleatoryczne gry) oraz miejscem pierwszego wykonania – weneckiego Teatro La Fenice. 24 kwietnia 1961 odbyła się tam premiera niekompletnego utworu (bez części trzeciej) w wykonaniu Orkiestry Kameralnej Filharmonii Krakowskiej pod batutą Andrzeja Markowskiego. Po prapremierze autor poprawił swoją kompozycję, zrewidował część I i IV. Całość miała premierę podczas Warszawskiej Jesieni, 16 września 1961, orkiestrą Filharmonii Narodowej dyrygował Witold Rowicki.

## Opis utworu
Utwór napisany został na orkiestrę kameralną, składającą się z dwunastu instrumentów smyczkowych – czworo skrzypiec, po trzy altówki i wiolonczele oraz dwa kontrabasy. Ponadto orkiestrę tworzą dwa flety, trzy klarnety, róg, trąbka, puzon, kotły, harfa, cztery zestawy perkusyjne oraz fortepian na cztery ręce. Czas trwania wynosi około 12–14 minut. 
„Gry weneckie” składają się z czterech części o następujących oznaczeniach:
1. Ad libitum
2. MM = 150
3. MM = 60
4. MM = 60[2]

W poszczególnych częściach fragmenty ściśle dyrygowane mieszają się z fragmentami „ad libitum”.
Pierwsza część jest złożoną z ośmiu segmentów prezentacją obu technik komponowania, czemu odpowiada dynamika – fragmenty ruchliwe (ad libitum) i spokojne (tradycyjnie dyrygowane). Charakterystyczne jest perkusyjne uderzenie, które oddziela poszczególne segmenty.
Druga część ma charakter drobnego scherza w szybkim tempie. 
Trzecia część to liryczna miniatura na solowy flet z orkiestrą. 
Czwarta, finałowa część stanowi prezentację żywiołowej, swobodnej gry całej orkiestry.

## Przyjęcie utworu
„Gry weneckie” zdobyły pierwsze miejsce oraz zostały „utworem wyselekcjonowanym” podczas Międzynarodowej Trybuny Kompozytorów w Paryżu w 1962. 
Według Andrzeja Chłopeckiego „Gry weneckie” były najbardziej awangardową kompozycją Lutosławskiego, jak również najbardziej nowatorską partyturą. Charles Bodman Rae uważał, że zabiegi harmoniczne zastosowane w utworze były udanymi eksperymentami, które zachęciły Lutosławskiego do dalszych poszukiwań dotyczących techniki aleatorycznej. 
Mimo tego, że Lutosławski odżegnywał się od powiązań utworu z Wenecją, niemiecki krytyk, Heinz-Klaus Metzger uznał „Gry weneckie” za „swoiste, ideowe odzwierciedlenie manierystycznego stylu architektury i kapryśnego ducha miasta”.